# Amesbury
Amesbury este un oraș în comitatul Wiltshire, regiunea South West England, Anglia. Orașul aparține districtului Salisbury.